# 예류지질공원

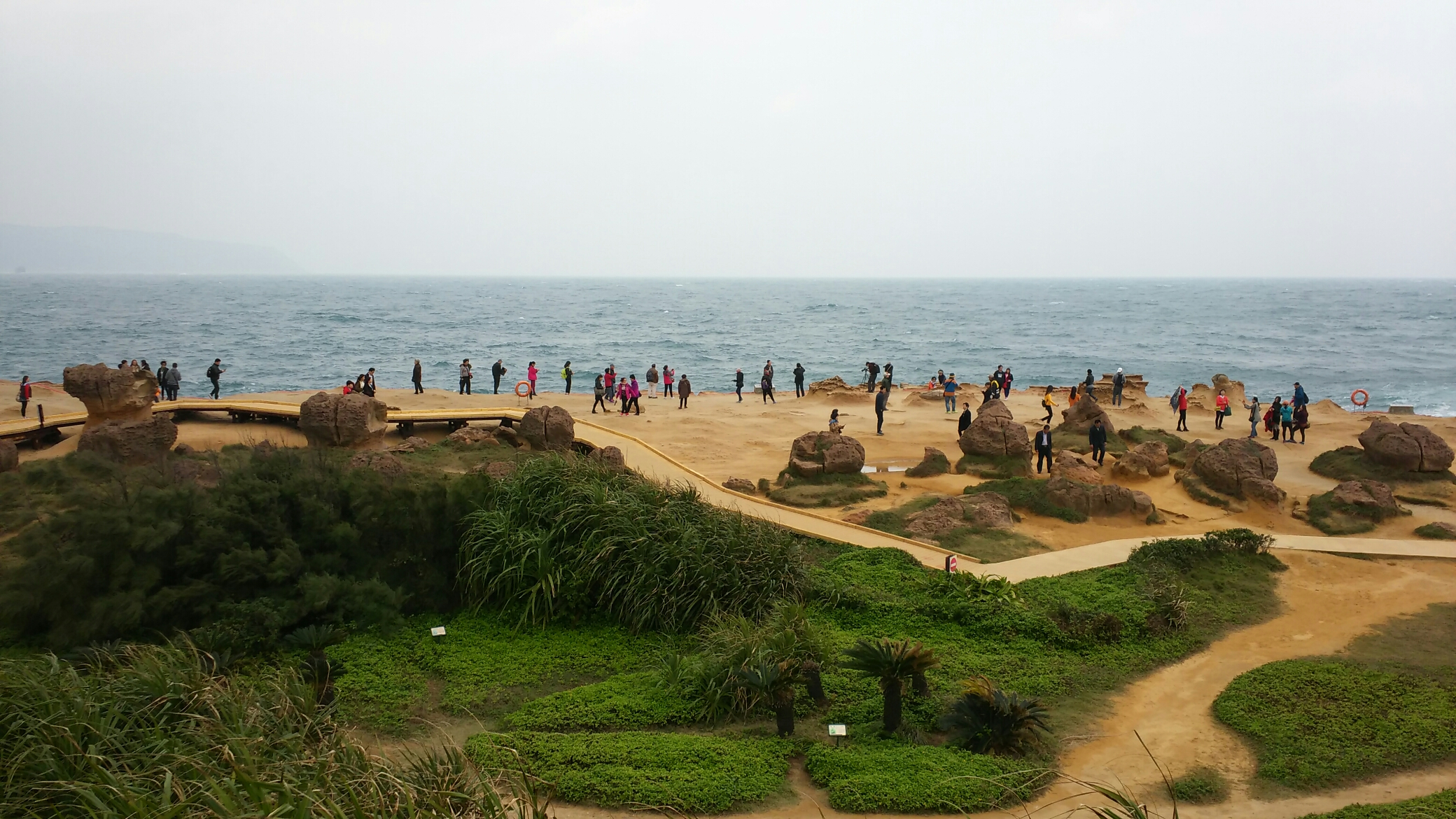
예류 지질공원의 경치

예류지질공원(野柳地質公園, 중국어: 野柳风景特定区)은 타이완 북부 중화민국 신베이시 완리 구에 위치해 있다.
자연적으로 침식과 풍화 작용 등이 버섯 모양의 기암들이 모여있다. 잘 알려진 바위는 여왕머리 바위(중국어: 女王頭)며, 이 곳에서 관광객들이 사진을 많이 찍는다. 다른 바위로는, 선녀 신발 바위(중국어: 仙女鞋), 촛대바위(중국어: 燭台石) 등이 있다.
예류지질공원 옆 예류해양세계(중국어: 野柳海洋世界)에서 돌고래쇼, 물개쇼 등을 체험할 수 있다.

## 주변
- 예류해양세계

## 미디어
- KBS 1TV : 《걸어서 세계속으로》

## 사진

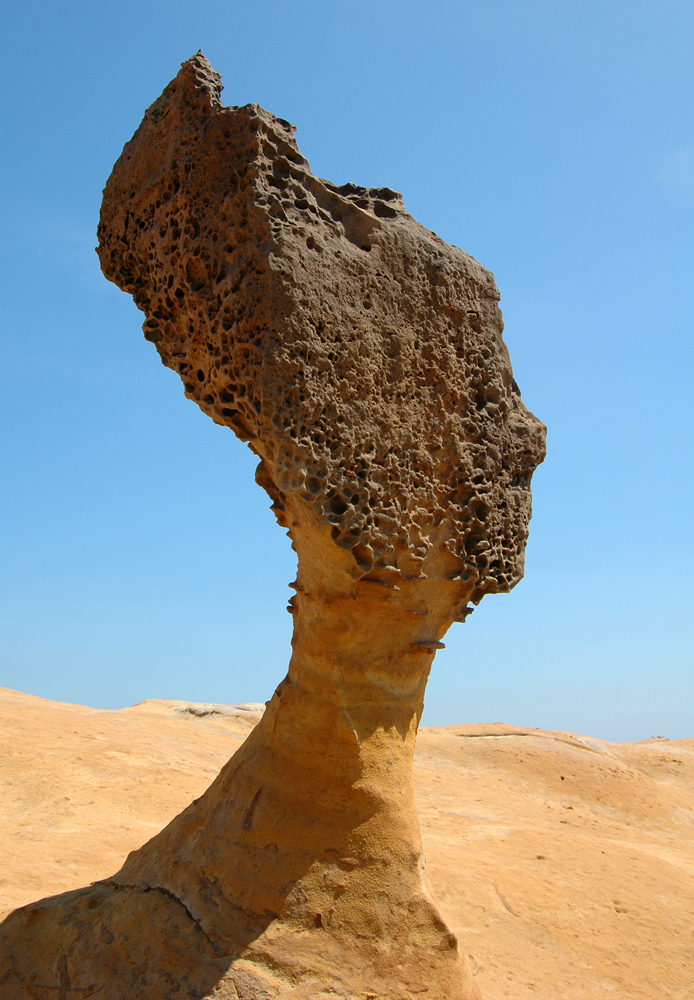
여왕머리(女王頭) 바위
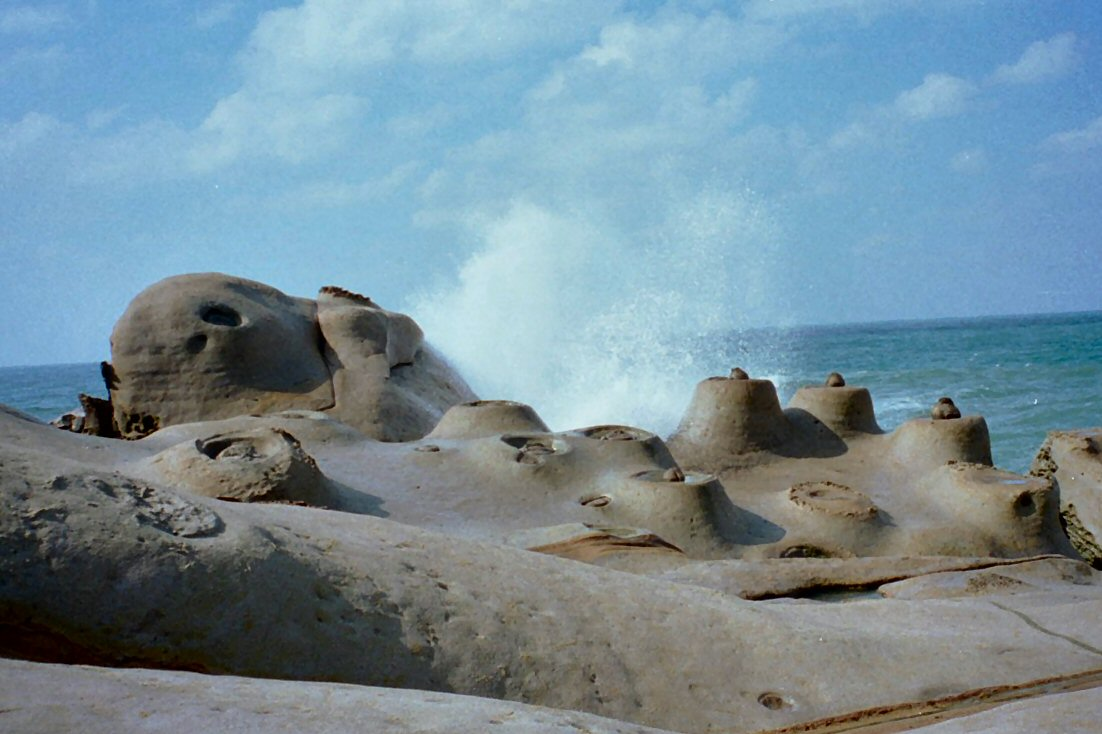
촛대바위 (燭台石)
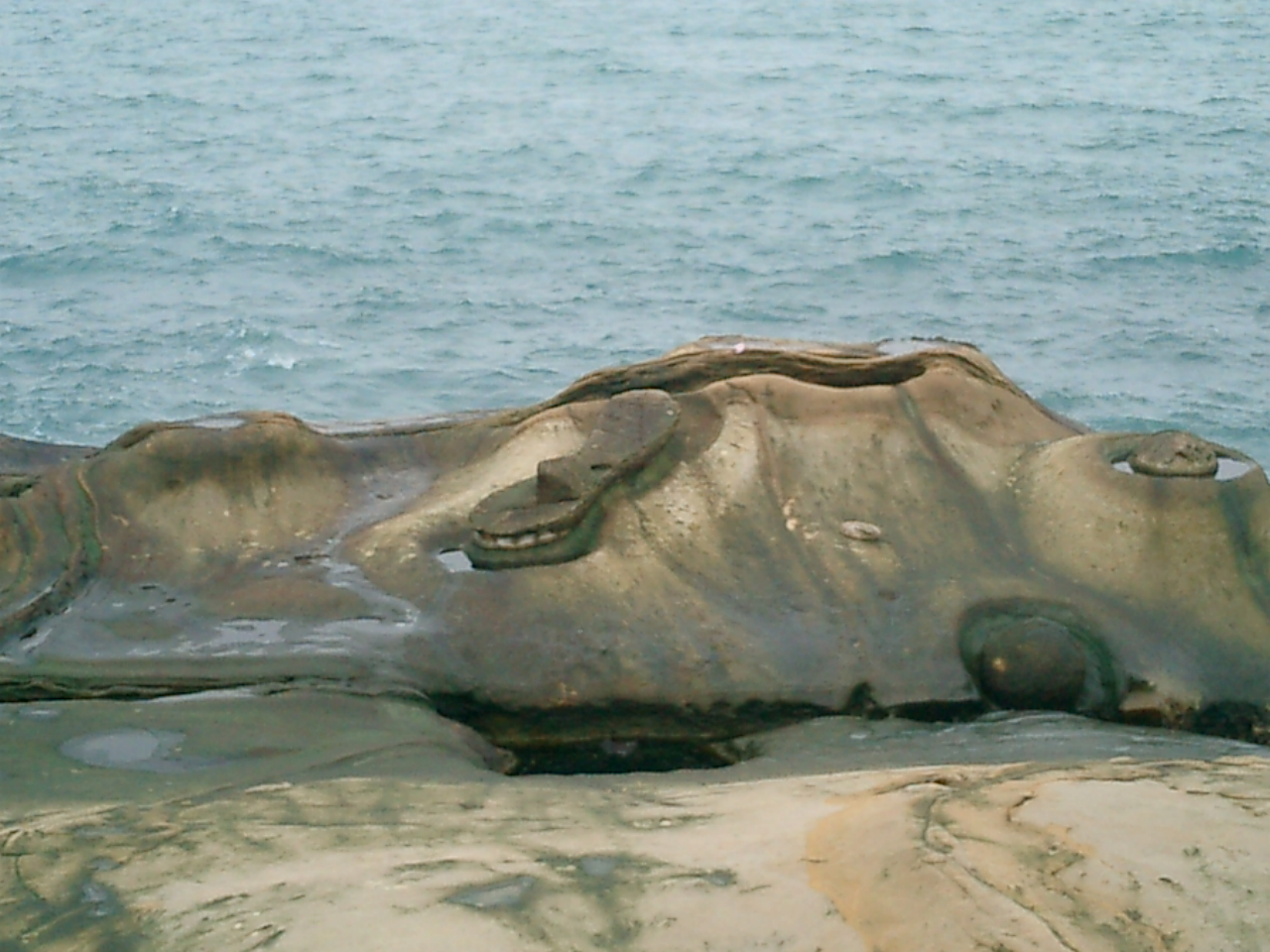
선녀신발(仙女鞋) 바위
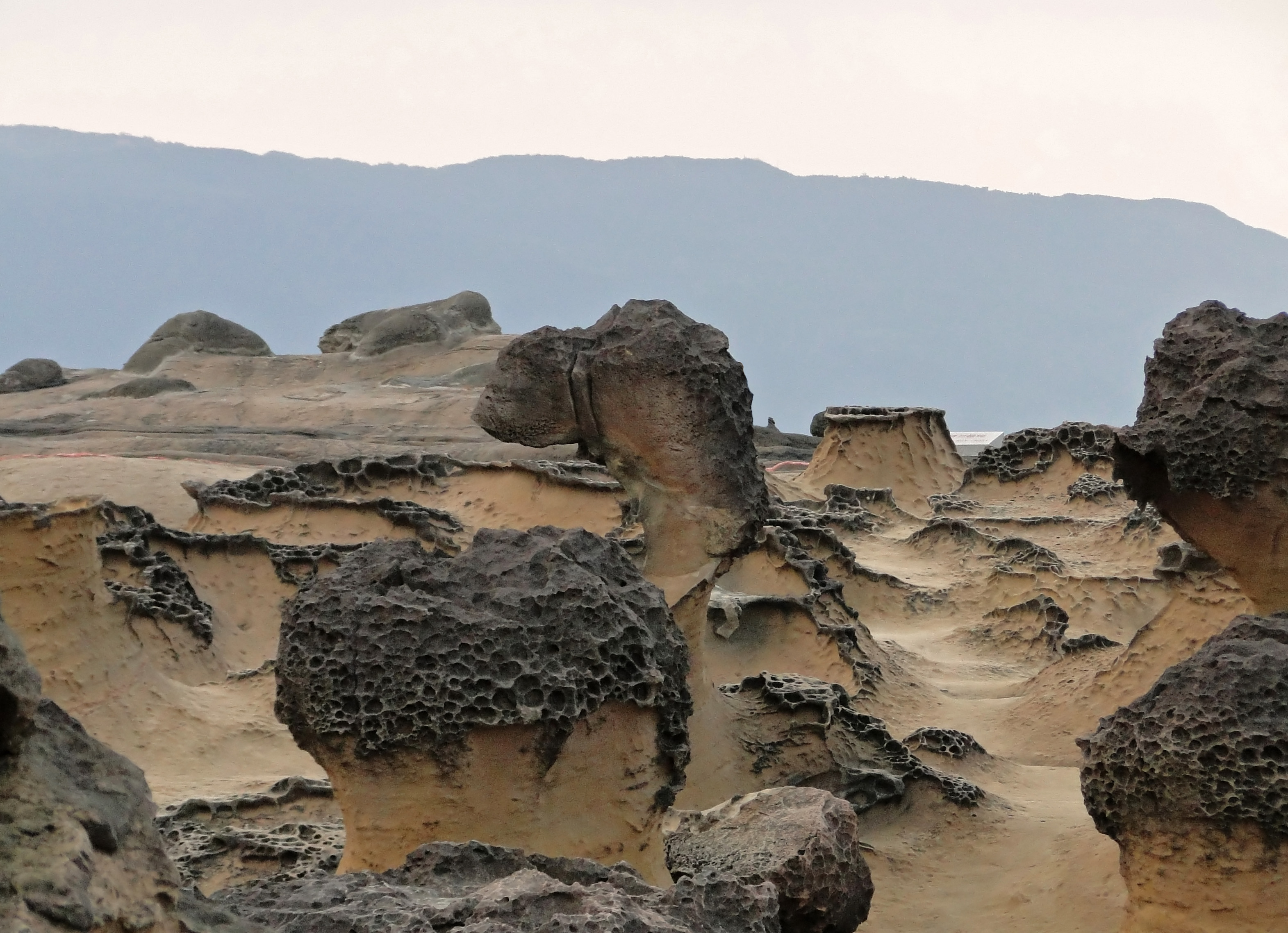
낙타 바위
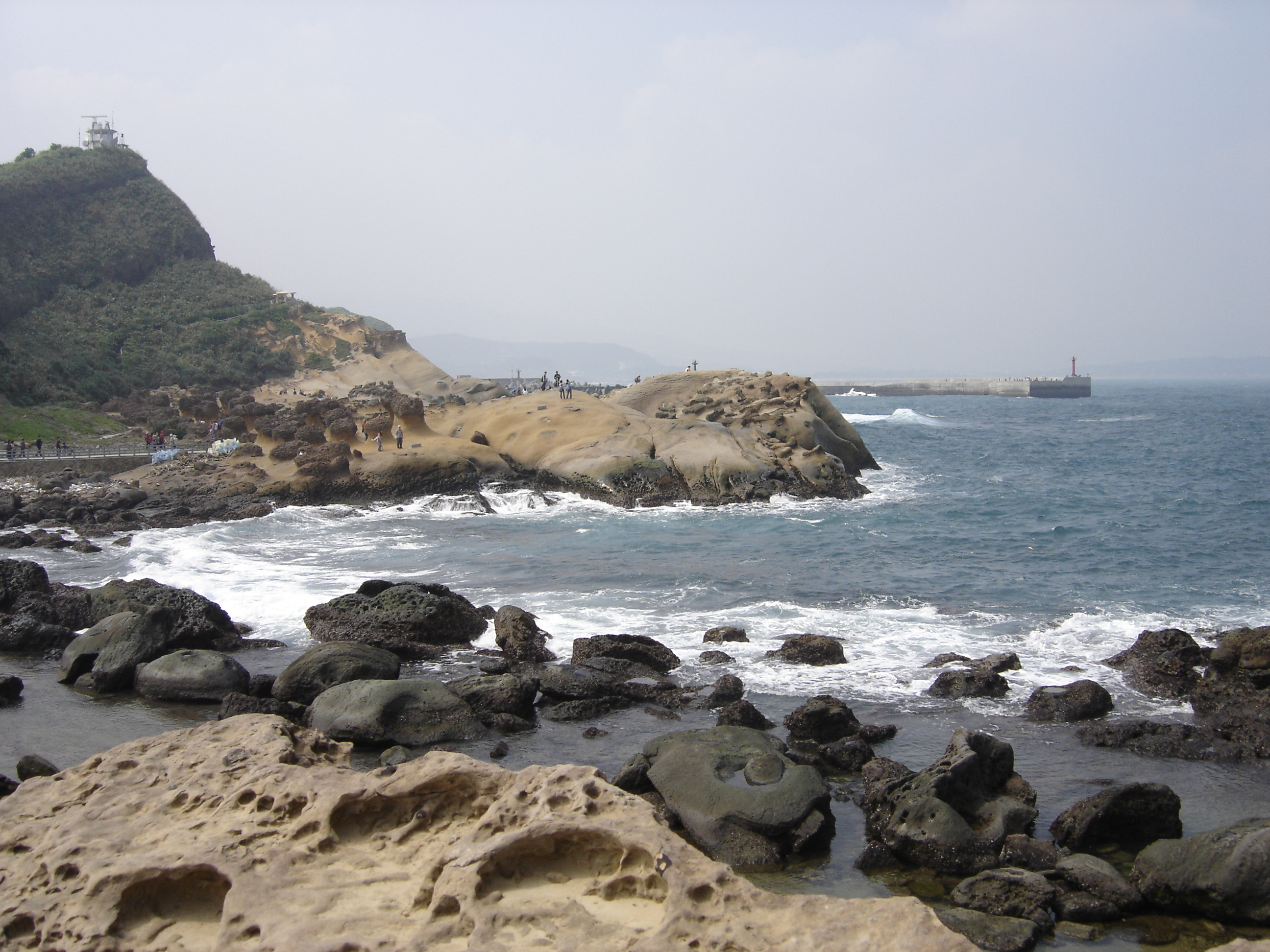
예류 해안가

## 같이 보기
- 지우펀